# 舊哈里岩

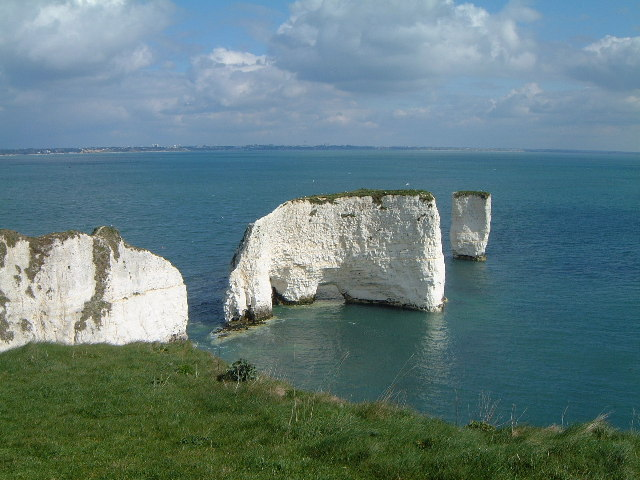
舊哈里岩

舊哈里岩（Old Harry Rocks）是位於英國英格蘭南部波白克島的三個白堊岩地形，包括一個海蝕柱和一個海蝕柱殘骸。舊哈里岩也是世界自然遺產侏羅紀海岸的最東端。由於舊哈里岩是海蝕地形，現在的海蝕柱最終將消失，但新的海蝕柱也將產生。有人呼籲保護舊哈里岩。但舊哈里岩的所有者國家名勝古蹟信託表示「和自然過程共生才是最可持續的方式」。

## 外部連結
- Geology of Harry Rocks and Ballard Point （页面存档备份，存于） Ian West, University of Southampton
- Old Harry Rocks, Dorset: GCSE Geography （页面存档备份，存于） BBC Bitesize

50°38′32″N 1°55′25″W / 50.6423°N 1.9236°W